# Acido nitrico fumante rosso inibito
L'acido nitrico fumante rosso inibito (IRFNA, dall'inglese inhibited red fuming nitric acid) è una miscela composta da: 83,4% di acido nitrico (HNO3), 13% di tetraossido di diazoto (N2O4), 3% di acqua e 0,4 % di acido fluoridrico (HF). La stessa miscela senza l'aggiunta dell'acido fluoridrico è chiamata acido nitrico fumante rosso (RFNA). Il colore rosso della miscela è dovuto al tetraossido di diazoto, che si decompone formando diossido di azoto. Il tetraossido di diazoto diminuisce il potere corrosivo dell'acido nitrico e l'acido fluoridrico forma a sua volta uno strato protettivo sul recipiente che contiene la miscela, inibendo la corrosione (per questo viene detto inibito). L'IRFNA viene usato come ossidante nei propellenti per razzi; usato insieme all'idrazina e ai suoi derivati forma un propellente ipergolico.